# 中筋 (宝塚市)
中筋（なかすじ）は兵庫県宝塚市の地名。一丁目から九丁目までが存在する。郵便番号は、665-0874。

## 概要
中筋は1955年まで長尾村の一部であったが1955年3月10日に宝塚市の一部となった。

## 歴史
江戸時代初期は中筋には中筋村という村が存在した。村の宗派は法華宗であった。これは当時、「中筋村の飢饉」が起こり、大変な不作であったために納める年貢に悩まされていた。このような中、偶然にも村人の一人が、米俵を積んだ舟が淀川筋を登っていくのを見かけた。その米は姫路藩主・池田輝政の幼い息女がなくなり、その百か日の法事の御供養米として、京都の法華宗の本禅寺へ届けるものであった。そのことを知った村の代表達が村を救うよう嘆願した。しかし、寺の日邵上人は「お困りなのはよくわかったが、法華宗の宗義として他宗のものには米一粒、銭を一銭たりとも援助することはできないのです。たとえ何人かの法華宗のものがいたとしても、村全体のために米をわけてやる訳にはいきません」と返答した。その後村で話し合った結果、今度は村民全員で本禅寺へ行き、「村に住む者は皆、法華宗に帰依します。これは子々孫々まで変わることはありません。このたびの願い、どうぞかなえてください」と申した。そして寺に以下の証文を差し出した。
一 中筋村に暮らすものは全員、法華宗を守り、子々孫々まで法灯（ほうとう）をかかげます。
一 他の宗派から宗旨がえを求められても応じません。

一 前の宗派へ隠れて詣でることもしません。
お米を融通してもらうことができ、年貢を納めることができた中筋村は、全員が法華宗の陣門流に帰依した。その後、京都に詣でるには道のりが遠いことから、古くからあった村の寺を建て直した。その寺の名は、亡くなった池田輝政の息女の法名「縁了院殿妙幻叔霊（えんりょういんでん みょうげんしゅくれい）」の妙幻に因み、「妙玄寺」とした。その上、村の角には「南無妙法蓮華経 法界」と刻まれた法界石を建て、村の宗派が法華宗であることを明らかにした。

## 世帯数と人口
2022年（令和4年）7月31日現在の世帯数と人口は以下の通りである。
| 町丁       | 世帯数    | 人口    |
| ---------- | --------- | ------- |
| 中筋一丁目 | 337世帯   | 689人   |
| 中筋二丁目 | 401世帯   | 1,055人 |
| 中筋三丁目 | 139世帯   | 312人   |
| 中筋四丁目 | 201世帯   | 419人   |
| 中筋五丁目 | 227世帯   | 472人   |
| 中筋六丁目 | 256世帯   | 533人   |
| 中筋七丁目 | 225世帯   | 559人   |
| 中筋八丁目 | 261世帯   | 592人   |
| 中筋九丁目 | 329世帯   | 757人   |
| 計         | 2,376世帯 | 5,388人 |

## 小・中学校の学区
市立小・中学校に通う場合、学区は以下の通りとなる。
| 番地                                              | 学校                     |
| 小学校                                            | 小学校                   |
| ------------------------------------------------- | ------------------------ |
| 大字中筋(中筋字長尾山9番地を除く。)、中筋1～4丁目 | 宝塚市立長尾小学校       |
| 中筋5～9丁目                                      | 宝塚市立安倉北小学校     |
| 中学校                                            |                          |
| 中筋1～8丁目                                      | 宝塚市立長尾中学校       |
| 中筋9丁目(10・11番を除く。)                       | 宝塚市立安倉中学校       |
| 中筋字長尾山(9番地)                               | 宝塚市立中山五月台中学校 |
| 大字中筋(中筋字長尾山9番地を除く。)               | 宝塚市立山手台中学校     |